# SISU XA-202
Sisu XA-202 – fiński wóz dowodzenia z rodzinny sześciokołowych pojazdów XA-200.
Pojazd XA-202 przystosowany jest do pełnienia funkcji wozu dowodzenia. Posiada teleskopową antenę. Jej rozkładanie trwa 10 minut i jest zasilane przez silnik pojazdu. Zasilaniem dla urządzeń telekomunikacyjnych jest agregat prądotwórczy o mocy 10 kW.